# Hammour Ziada
Hammour Ziada (em árabe: حمور زيادة, Cartum, 1979) é um escritor e jornalista sudanês. Atualmente mora no Cairo. 
Trabalhou para jornais como Al-Akhbar e publicou vários romances. 

## Obra
- سيرة أم درمانية، مجموعة قصصية (2008)
- الكونج (2010)
- النوم عند قدمي الجبل  (2014)
- شوق الدرويش (2014)

## Prêmios
- Medalha Naguib-Mahfouz, 2014
- Prêmio internacional de ficção árabe, 2015